# Баламут (фільм)
«Баламут» (рос. «Баламут») — російський радянський комедійний художній фільм 1978 року кінорежисера Володимира Рогового.

## Сюжет
Випускник сільської школи Петро Горохов з села Дядьково приїжджає в Москву вступати до престижного економічного ВУЗу; це йому вдається, хоча і буквально дивом. Втім, Петю завжди виручали випадок і містика.
На тлі інших студентів (в більшості своїй москвичів і жителів інших великих міст) цей хлопець з провінції різко виділяється — і манерами, і вимовою, і поведінкою. Звиклого відстоювати свої принципи до кінця Горохова прозвали Баламут; тим не менш, в студентському середовищі він швидко освоюється і стає лідером. Все б добре, але є у нього дві проблеми — нерозділене кохання до темношкірої красуні з Куби і англійська мова…

## У ролях
| Актор               | Роль                                                    |
| ------------------- | ------------------------------------------------------- |
| Вадим Андрєєв       | Петро Євдокимович Горохов                               |
| Наталія Казначеєва  | Аня                                                     |
| Микола Денисов      | Саня                                                    |
| Володимир Дорошенко | Огородніков                                             |
| Валентина Клягина   | Катя                                                    |
| Откям Іскендеров    | Максуд                                                  |
| Норіс Поластре      | Норіс                                                   |
| Євген Карельських   | Серебряков доцент                                       |
| Лариса Блінова      | Беатриса Бернардівна Синякіна викладач англійської мови |
| Євгенія Симонова    | Валентина Миколаївна Ромашова викладач англійської мови |
| Вадим Захарченко    | фізрук                                                  |
| Юрій Саранцев       | Олексій Іванович декан                                  |
| Варвара Обухова     | бабуся Мотря                                            |
| Роман Філіппов      | Федір Парамонов                                         |
| Віктор Шульгін      | Пантелей Федорович голова                               |
| Юрій Чернов         | Зубков санітар                                          |
| Борис Сморчков      | бригадир будівельної бригади                            |
| Капітоліна Іллєнко  | бабка Настя                                             |
| Микола Горлов       | продавець яєць                                          |
| Олена Богданова     | бабка Дуня                                              |
| Юрій Катін-Ярцев    |                                                         |
| Еммануїл Геллер     | викладач вищої математики                               |
| Наталія Ричагова    | Зінаїда Парамонова дружина Парамонова                   |
| Борис Гітін         | Коля                                                    |
| Тамара Яренко       | секретар                                                |
| Клавдія Козльонкова | медсестра (немає в титрах)                              |

## Знімальна група
- Автор сценарію —  Сергій Бодров-старший
- Режисер —  Володимир Роговий
- Оператор — В'ячеслав Єгоров
- Художник —  Михайло Фішгойт
- Композитор —  Давид Ашкеназі
- Автор текстів пісень —  Михайло Ножкін
- Директор — Давид Пробер